# كلاريسا (رواية)
كلاريسا، أو تاريخ سيدة شابة، هي رواية رسائلية كتبها الروائي الإنجليزي صمويل ريتشاردسون، ونشرت عام 1748. تحكي قصة مأساوية للبطلة التي تسعى للفضيلة، وتعتبر من أطول الروايات التي ألّفت باللغة الإنجليزية (حسب عدد الكلمات). وتعتبر تحفة لريتشاردسون.

## المؤلف
صمويل ريتشاردسون (19 آب 1689 – 4 تموز 1761) روائي إنجليزي من القرن الثامن عشر، اشتهرت له ثلاث روايات منها رواية كلارسيا.

## ملخص القصة
كلاريسا هارلوي، بطلة الرواية المأساوية، هي شابة جميلة وفاضلة، تصبح عائلتها من الأثرياء مؤخراً، فترغب الأسرة في أن تصبح أرستقراطية. تكون خطة الأسرة الأصلية أن تتركز الثروة وأراضي هارلوي بيد شقيق كلاريسا جيمس هارلوي، حيث تقود ثروته وسلطته السياسية إلى حصوله على لقب نبيل. يترك الجد لكلاريسا جزءاً كبيراً من الممتلكات عند وفاته، كما تفتح لها طريقاً جديدة نحو طبقة النبلاء بزواجها من روبرت لوفليس. تحدث مبارزة بين جيمس ولوفليس، الذي ينظر له على أنه عدو للأسرة. كما يقترح جيمس أن تتزوج كلاريسا من روجر سولميز الذي يكون على استعداد لمبادلة الممتلكات مع جيمس للتعجيل في حصوله على لقب لورد هارلوي، توافق العائلة على ذلك وتحاول إجبار كلاريسا على الزواج من سولميز، في حين تجده كلاريسا مثيراً للاشمئزاز.
نتيجة بقائها حرة، تصبح كلاريسا يائسة فتبدأ مراسلة لافليس. عندما تصل محاولة الأسرة إجبارها على الزواج ذروتها، يحتال عليها لافليس للهروب معه. يُحدث جوزيف ليمان الخادم جلبة وضوضاء حتى تستيقظ العائلة وتكتشف أن كلاريسا ولوفليس على وشك الهرب. لكن كلاريسا تهرب مع لوفليس فتصبح أسيرته لعدة أشهر. فاستقر بها المقام في عدة مساكن منها بيت دعارة، فترفض الزواج منه في عدة مناسبات، وتشتاق لأن تعيش بمفردها بسلام. تتمكن كلارينس من الهرب، لكن لوفليس يعثر عليها ويحتال عليها للعودة إلى بيت الدعارة.

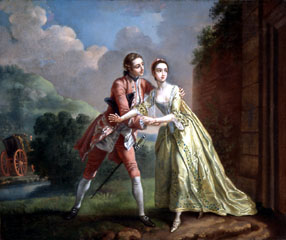
The villain, Robert Lovelace, اختطاف Clarissa Harlowe

يعتزم لوفليس الزواج بكلاريسا انتقاماً من عائلتها بسبب معاملتهم له ويرغب بامتلاك جسدها وحرية رأيها أيضا. يعتقد أنه إذا ما فقدت كلاريسا شرفها، فإنها ستجبر على الزواج منه. يزيد إعجابه بكلاريسا لتمسكها بفضيلتها وشرفها، إذ يجد صعوبة في التصديق بوجود نساءٍ فاضلات.
بسبب الضغط الذي يمارسه على كلاريسا وعاطفته المتزايدة نحوها، يندفع لوفليس إلى اغتصاب كلاريسا بعد تخديرها. كان يعتقد أنه بفعلته تلك ستوافق كلاريسا على الزواج.
لكنها تزداد إصراراً على رفض الزواج من شخصٍ حقير وفاسد مثل لوفليس. تتمكن كلاريسا من الفرار من بيت الدعارة، لكنه يجدها ويعيدها، فتهرب ثانية، إذ يسجن لوفليس بضعة أيام بسبب عدم تسديد فواتيره المستحقّة لصاحب بيت الدعارة، فتلجأ لصاحب متجرٍ وزوجته. تعيش كلاريسا بخوف دائم من أن يعثر عليها لوفليس. فتمرض وتسوء حالتها بسبب الإكراه والضغط النفسي.
إذ يزداد مرضها، تصبح صديقة لجون بيلفورد، فتعيّنه لتنفيذ وصيّتها لأنها تحتضر، رغبت في إعادة كل شيء لنظامه. يدهش بيلفورد بطريقة تعامل كلاريسا مع موتها القريب ويرثى لها ولما فعله لوفليس بها. تموت كلاريسا وهي واعية تماماً بأنها فاضلة وشريفة وأنها ستحظى بحياة أفضل بعد الموت.
يدرك أقارب كلاريسا أخيراً البؤس الذي تسببوا به لها، لكن في وقت متأخر جداً، إذ تتوفى كلاريسا.